# Museum Le Mayeur

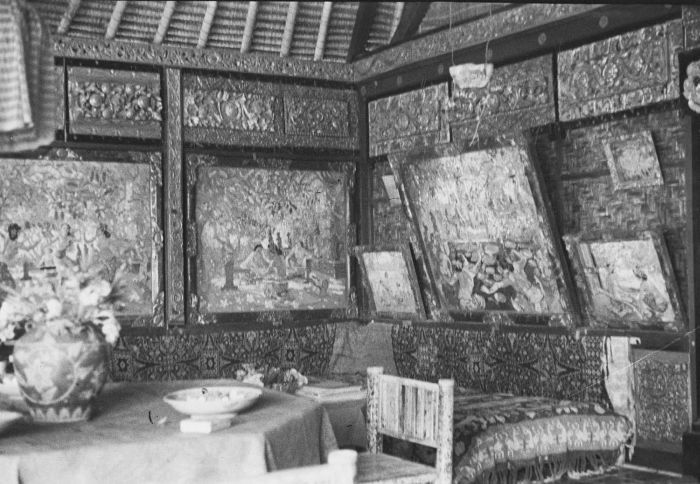
Interieur des Hauses von Le Mayeur, heute ein Museum

Das Museum Le Mayeur bzw. Le Mayeur Museum ist ein Museum, in dem die Werke von Adrien-Jean Le Mayeur sowie seine Sammlung traditioneller balinesischer Kunst und lokaler Artefakte ausgestellt sind. Es befindet sich in Sanur auf Bali, Indonesien.